# Carélie cédée par la Finlande à l'Union soviétique

Carte des territoires cédés, totalement ou partiellement, par la Finlande à l'Union soviétique en 1940.

La Carélie cédée (finnois : Luovutettu Karjala) désigne environ la moitié du territoire de la province historique de Carélie que la Finlande a cédé à l'union soviétique par l'armistice de Moscou qui a mis fin à la guerre d'Hiver en 1940.

## Présentation
La zone de la Carélie cédée comprenait trois villes, Vyborg, Sortavala et Priozersk (Käkisalmi), ainsi que deux agglomérations, Koivisto et Lakhdenpokhia. 
De plus, les territoires cédés comptaient 37 municipalités rurales et des parties de 20 municipalités. 
La superficie de la Carélie cédée  est d'environ 24 700 kilomètres carrés, soit environ un quinzième de la superficie totale de la Finlande.
Au total, près de 450 000 habitants de la région, dont la plupart étaient des Caréliens finlandais, ont perdu leur région natale et leurs terres.
Environ 301 000 Finlandais ont dû émigrer vers le reste de la Finlande depuis l'isthme de Carélie et environ 140 800 ont dû quitter la Carélie du Ladoga et la Carélie frontalière.

## Municipalités de la Carélie cédée

### Municipalités totalement cédées
La  Carélie cédée comptait 37 municipalités rurales : 
- Antrea
- Harlu
- Heinjoki
- Hiitola
- Impilahti
- Jaakkima
- Johannes
- Kanneljärvi
- Kaukola
- Kirvu
- Kivennapa
- Koivisto mlk (fi)
- Kuolemajärvi
- Kurkijoki
- Käkisalmi mlk (fi)
- Lavansaari
- Lumivaara
- Metsäpirtti
- Muolaa
- Pyhäjärvi (Vpl)
- Rautu
- Ruskeala
- Räisälä
- Sakkola
- Salmi
- Seiskari
- Soanlahti
- Sortavala mlk (fi)
- Suistamo
- Suojärvi
- Terijoki
- Uusikirkko
- Valkjärvi
- Viipuri mlk (fi)
- Vuoksela
- Vuoksenranta
- Äyräpää

La  Carélie cédée comptait trois villes:
- Käkisalmi
- Sortavala
- Viipuri

et deux agglomérations :
- Koivisto
- Lahdenpohja

### Municipalités partiellement cédées
- Jääski
- Korpiselkä
- Pälkjärvi
- Säkkijärvi
- Vahviala
- Ilomantsi
- Kitee
- Lappee
- Nuijamaa
- Parikkala
- Rautjärvi
- Ruokolahti
- Saari
- Simpele
- Tohmajärvi
- Uukuniemi
- Virolahti
- Värtsilä
- Ylämaa

### Région de Vyborg et province historique de Carélie
Parmi les municipalités des territoires cédés, Ilomantsi, Kitee, Pälkjärvi, Tohmajärvi et Värtsilä étaient situées dans la Province de Kuopio, toutes les autres dans la Province de Viipuri.
Deux municipalités cédées du comté de Vyborg, ne faisaient pas partie de la province historique de Carélie mais de la province historique d'Uusimaa : Suursaari et Tytärsaari. 
De plus, les îles Narvi et Someri de la municipalité de Vehkalahti,  appartenaient à la province historique d'Uusimaa .
La majorité de l'actuelle région de Carélie du Sud et la zone correspondant à la partie orientale de l'actuelle région de la vallée de la Kymi sont restées en Finlande.